# To Lady Victoria Welby
To Lady Victoria Welby, konstnärsbok av Stig Brøgger, utgiven på Kerberos förlag 1968 i 550 exemplar.
Den består av 73 lösa ark i ett adresserat och "frankerat" brunt kuvert. Dessa ark innehåller Kopi af første version, ett antal sidor som verkar vara ett manuskript med svart-vita bilder med texter och ett brev till Lady Welby. Denna utgåva anses idag vara en klassiker bland Skandinaviens konstnärsböcker.[källa behövs]